# Homoloog (scheikunde)
In de organische chemie worden twee verbindingen homoloog genoemd als de basisstructuur van de verbindingen gelijk is en alleen het aantal CH2-groepen dat daaraan is gebonden verschilt. De meerdere CH2-groepen moeten onderling wel samen één onvertakte alkylgroep vormen.
In de anorganische chemie wordt het begrip ook gebruikt om verbindingen te beschrijven die slechts in het aantal repeterende eenheden verschilt. 

## Voorbeelden
- Benzeen en tolueen (of methylbenzeen) zijn geen homologen, omdat er een wezenlijk verschil bestaat tussen het ongesubstitueerde benzeen en tolueen.
- Tolueen is homoloog met ethylbenzeen en n-propylbenzeen. Ze verschillen slechts in het aantal CH2-groepen, terwijl de basisstructuur, een benzeenring met een alkylgroep, gelijk blijft.
- Tolueen en de xylenen zijn geen homologen, de basisstructuur wijzigt.
- De alkanen vormen een homologe reeks, beginnend met methaan, ethaan, propaan en butaan
- De alkaancarbonzuren vormen een homologe reeks, beginnend met mierenzuur, azijnzuur, propionzuur en boterzuur, gaande naar langere ketens, zoals in stearinezuur, palmitinezuur en arachidinezuur.
- Ammoniak, hydrazine en triazaan zijn anorganische homologe verbindingen. De repeterende eenheid is de groep "NH".